# Brega (Libyen)
Koordinaten: 30° 25′ N, 19° 34′ O

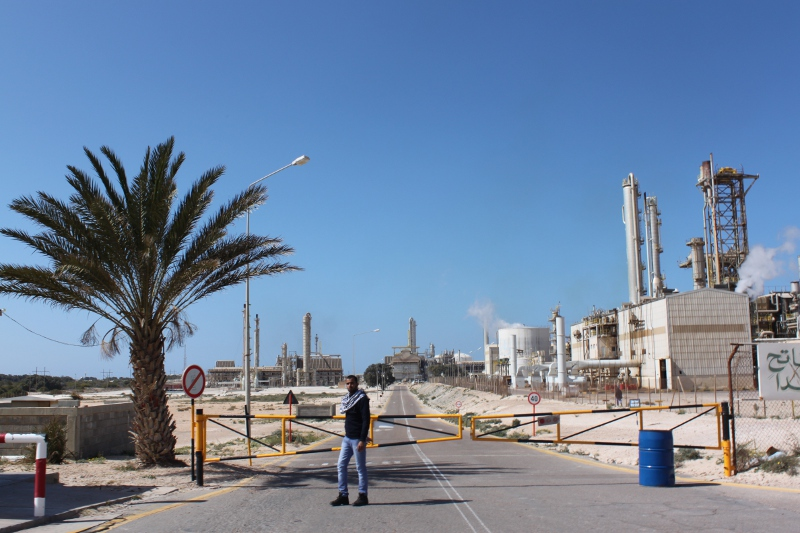
Erdölkomplex in Brega

Brega (auch al-Buraiqa, arabisch مرسا البريقة, DMG Marsā al-Buraiqa) ist die südlichste Hafenstadt des Mittelmeers. Sie befindet sich im Bereich der Großen Syrte im nördlichen Libyen und gehört seit 2007 zum vergrößerten Munizip al-Wahat.

## Name
Der Ort wurde während der italienischen Besatzungszeit als Mersa Brega, Marsa el-Brega bzw. Port Brega bekannt, andere arabische Bezeichnungen sind Marsā al-Burayqah bzw. Al Brayqah. Während des Afrikafeldzuges 1941 wurde der Ort von Erwin Rommel als „Tor zur Cyrenaika“ bezeichnet. Bis 2007 gehörte der Ort zum Munizip Adschdabiya.

## Infrastruktur
Brega befindet sich nahe einer Bucht und besteht aus mehreren Siedlungskörpern. Die neuere Stadt wurde in Betonfertigteilen errichtet. Das Konzept stammt von dem griechischen Stadtplaner und Architekten Konstantinos A. Doxiadis. In der Stadt lebten im Jahr 2010 etwa 7300 Einwohner.
Brega besitzt zahlreiche Industrieanlagen, darunter die Ölraffinerie der Sirt Oil Company, die ab Anfang der 1960er von einem Joint Venture betrieben wurde, bis sich Esso Anfang der 1980er Jahre aus Libyen zurückzog. Der Ölhafen wird von der Brega Oil Marketing Company betrieben, die ebenfalls der libyschen National Oil Corporation gehört.
10 Kilometer östlich von Brega ist die Bright Star University of Technology ansässig.

## Verkehr
Im Süden der Stadt befindet sich der Flughafen Al Burayqah (Marsa Brega Airport), der Flugverbindungen nach Tripolis anbietet. Die Stadt erhält künftig Anschluss an die Bahnstrecke Sirt–Bengasi.

## Geschichte
Während des Zweiten Italienisch-Libyschen Krieg unterhielt Italien von 1931 bis 1933 das große Konzentrationslager Marsa al Brega.
Während des Bürgerkriegs in Libyen 2011 wurde Brega mehrfach zum Schauplatz von Kämpfen zwischen Regierungstruppen und Oppositionskräften. So fiel die Stadt am 30. März 2011 an Regierungstruppen und wurde im August 2011 von Rebellentruppen zurückerobert.